# Limnophila dorrigana
Limnophila dorrigana là một loài ruồi trong họ Limoniidae. Chúng phân bố ở miền Australasia.